# クリストファー・マッカリー
クリストファー・マッカリー（Christopher McQuarrie, 1968年10月25日 - ）は、アメリカ合衆国の脚本家、映画プロデューサー、映画監督。『ユージュアル・サスペクツ』で第68回アカデミー賞脚本賞を受賞した。俳優のトム・クルーズとのコラボレーションで知られている。

## 生い立ち
ニュージャージー州プリンストン・ジャンクション生まれ。同地のウェスト・ウィンザープレインズボロ南高校の学友には、監督のブライアン・シンガー、俳優のイーサン・ホーク、ミュージシャンのジェームス・マーフィーがいた。進学はせず、補助教員として西オーストラリア州パースの寄宿学校に勤め、その後オーストラリア大陸西部をヒッチハイクで巡った。1年ぶりに米国へ戻ると、ニュージャージー州の興信所で4年間働いた。1992年、ニューヨーク市警察へ進もうとしていた矢先、シンガーから『パブリック・アクセス』の脚本執筆に誘われ、翌年サンダンス映画祭グランプリを受賞する。

## キャリア
再びシンガーと組んだ1995年の『ユージュアル・サスペクツ』で数多くの賞を受賞。同作は『ニューヨーク・タイムズ』の2004年「過去最高の映画1000」や全米脚本家組合の2006年「最高の映画脚本101」にまで名を連ねた。
その後数年間は『X-メン』を含むスタジオ映画のリライトや、マーティン・スコセッシとレオナルド・ディカプリオのために用意されたアレクサンドロス3世の生涯を描く脚本のピーター・バックマンとの共同執筆に携わった。
2000年に初監督作となる、ベニチオ・デル・トロ、ライアン・フィリップ、ジェームズ・カーン主演の『誘拐犯』が公開された。しかし興行的には不振で、その後しばらくは監督業からは遠ざかった。
その後ジョン・ウィルクス・ブースを描く脚本にディラン・カスマンと、太平洋戦争の壮絶な終焉を描く『The Last Mission』にネイサン・アレグザンダーと、それぞれ企画段階で係わった。
マッカリーとアレグザンダーは、1944年7月20日のヒトラー暗殺未遂事件を描く脚本の執筆のためにクラウス・フォン・シュタウフェンベルクの遺族に接触した。シンガー監督、トム・クルーズ主演の『ワルキューレ』は最終的に2008年12月25日に公開された。本作がきっかけでトム・クルーズと意気投合し、その後はトムの作品に多く関わるようになった。
2010年に放送されたNBCのテレビドラマ『Persons Unknown』ではクリエーターを務めている。
2012年にトム・クルーズ主演の『アウトロー』で監督業に復帰する。
2015年、『ミッション:インポッシブル/ローグ・ネイション』を監督し、評価・興行共に成功を収める。その後、同シリーズの複数の続編でも監督を務めた。

## 監督作品
| 公開年 | 邦題 原題                                                                                         | 備考          |
| ------ | ------------------------------------------------------------------------------------------------- | ------------- |
| 2000年 | 誘拐犯 The Way of the Gun                                                                         | 兼 脚本       |
| 2012年 | アウトロー Jack Reacher                                                                           | 兼 脚本       |
| 2015年 | ミッション:インポッシブル/ローグ・ネイション Mission: Impossible - Rogue Nation                   | 兼 原案・脚本 |
| 2018年 | ミッション:インポッシブル/フォールアウト Mission: Impossible - Fallout                            | 兼 脚本・製作 |
| 2023年 | ミッション:インポッシブル/デッドレコニング PART ONE Mission: Impossible - Dead Reckoning Part One | 兼 脚本・製作 |
| 2025年 | ミッション:インポッシブル/ファイナル・レコニング Mission: Impossible – The Final Reckoning        | 兼 脚本・製作 |

## 脚本作品
| 公開年 | 邦題 原題                                                                           | 共同執筆者                                                          | 備考           |
| ------ | ----------------------------------------------------------------------------------- | ------------------------------------------------------------------- | -------------- |
| 1993年 | パブリック・アクセス Public Access                                                  | ブライアン・シンガー マイケル・フェイト・ドゥーガン                 |                |
| 1995年 | ユージュアル・サスペクツ The Usual Suspects                                         |                                                                     |                |
| 1998年 | ゴールデンボーイ TApt Pupil                                                         | ブランドン・ボイス                                                  | クレジットなし |
| 2000年 | X-メン X-Men                                                                        | デイヴィッド・ヘイター                                              | クレジットなし |
| 2008年 | ワルキューレ Valkyrie                                                               | ネイサン・アレグザンダー                                            | 兼 製作        |
| 2010年 | ツーリスト The Tourist                                                              | フロリアン・ヘンケル・フォン・ドナースマルク ジュリアン・フェロウズ |                |
| 2011年 | ミッション:インポッシブル/ゴースト・プロトコル Mission: Impossible – Ghost Protocol | ジョシュ・アッペルバウム アンドレ・ネメック J.J.エイブラムス        | クレジットなし |
| 2013年 | ジャックと天空の巨人 Jack the Giant Slayer                                          | ダーレン・レムケ ダン・スタッドニー マーク・ボンバック              |                |
| 2013年 | ウルヴァリン:SAMURAI The Wolverine                                                  | マーク・ボンバック                                                  |                |
| 2014年 | オール・ユー・ニード・イズ・キル Edge of Tomorrow                                   | ダンテ・ハーパー ジョビー・ハロルド                                 |                |
| 2017年 | ザ・マミー/呪われた砂漠の王女 The Mummy                                             | デヴィッド・コープ ディラン・カスマン                               |                |
| 2022年 | トップガン マーヴェリック Top Gun: Maverick                                         |                                                                     |                |

## その他参加作品
- NYPDブルー NYPD Blue（1994）Season2-EP6 原案
- Persons Unknown 〜そして彼らは囚われた Persons Unknown（2010）製作総指揮・脚本・構成
- ジャック・リーチャー NEVER GO BACK Jack Reacher: Never Go Back（2016）製作
- ジャック・リーチャー ～正義のアウトロー～ Reacher  (2022) 製作総指揮